# Plehnia arctica
Plehnia arctica är en plattmaskart. Plehnia arctica ingår i släktet Plehnia och familjen Plehniidae. Inga underarter finns listade i Catalogue of Life.